# Lenarchus expansus
Lenarchus expansus är en nattsländeart som beskrevs av Martynov 1914. Lenarchus expansus ingår i släktet Lenarchus och familjen husmasknattsländor. Inga underarter finns listade i Catalogue of Life.